# Cryptocoryne alba
Cryptocoryne alba är en kallaväxtart som beskrevs av De Wit. Cryptocoryne alba ingår i släktet Cryptocoryne och familjen kallaväxter. Inga underarter finns listade.